# Воины Киоши
«Воины Киоши» (англ. The Warriors of Kyoshi) — четвёртый эпизод первого сезона американского мультсериала «Аватар: Легенда об Аанге».

## Сюжет
Дядя Айро сообщает принцу Зуко, что они не знают, где Аватар. Он тем временем летит на Аппе с Соккой и Катарой. Аанг показывает подруге фокус с магией воздуха, но она не обращает внимания, так как занята шитьём штанов брата. Сокка подмечает, что это девчачья работа, в то время как парни должны быть охотниками и воинами. Они делают остановку на острове. Аанг хочет покататься на гигантских рыбах. Пока он катается, Катара и Сокка замечают чудовище в воде и просят Аанга вернуться на берег. Столкнувшись с монстром, Аватар буквально по воде выбегает к земле. На берегу на них нападают Воины Киоши и привязывают к столбу. Когда с Сокки снимают повязку с глаз, он видит перед собой девушек, интересуясь, где мужчины, которые на них напали, но ему отвечают, что это были девушки. Он в это не верит, и команду хотят скормить монстру в воде, Унаги. Катара извиняется за брата. Ояджи просит доказательств, что они не шпионы народа Огня, ибо Киоши соблюдают нейтралитет, не желая участвовать в войне. Аанг говорит, что знал Аватара Киоши, которая жила 400 лет назад, потому что сам является Аватаром. Он покоряет воздух, демонстрируя свои способности, чтобы ему поверили.
Слухи об Аватаре на острове Киоши доходят до принца Зуко. Он направляется туда. Аанг и Катара едят, а Сокка переживает из-за того, что его побили девчонки. Катара говорит Аангу, чтобы он не расслаблялся, ведь им всё равно скоро улетать, но Аватару вскружило голову от того, что у него много поклонниц. Он проводит с ними время. Сокка тем временем приходит в тренировочный зал, чтобы поучить Киоши. Юная воительница Суюки легко справляется с ним в поединке. Аанг ругается с Катарой из-за его фанаток и хочет остаться на острове. Затем Сокка возвращается к Киоши, извиняется за своё поведение и просит поучить его. Суюки соглашается. Он надевает на себя форму Киоши. Аанг собирается покататься на Унаги и сообщает об этом Катаре. Она показательно проявляет безразличие, однако переживает, когда он уходит. Сокка тренируются с Суюки. Унаги не приплывает к Аангу, и поклонницы расходятся. Катара приходит на берег и мирится с Аангом, однако в тот момент как раз и появляется Унаги. Катара спасает Аватара, а затем замечает корабль Зуко. Ояджи созывает Киоши защитить деревню от людей Огня. Зуко справляется с воинами, попутно сжигая деревню в бою. Аанг недолго борется с ним, а затем улетает на планёре, видя, что принёс на этот остров, и решает покинуть его, чтобы Зуко следовал за ним. Суюки прощается с Соккой и целует его. Когда команда улетает на Аппе, Аанг прыгает в воду и ему удаётся оседлать Унаги. С помощью него он тушит пожар в деревне, а затем возвращается на Аппу. Катара радуется, что с ним всё в порядке.

## Отзывы

Динамика оценок IGN к эпизодам 1 сезона мультсериала

Тори Айрленд Мелл из IGN поставил эпизоду оценку 9,2 из 10 и написал, что «это была очень хорошо прописанная серия, которая показывает детскую сторону Аанга», подметив в ней также много юмора. Рецензенту понравилось, как «сильная, мощная [Суюки] ставит Сокку на место».
Хайден Чайлдс из The A.V. Club написал, что «„Воины Киоши“ — первая из эпизодических глав, которые не продвигают сюжет, но обеспечивают развитие некоторых важных персонажей и сеттинга». Критик отметил, что «несмотря на лёгкий сюжет, в этой главе есть несколько забавных и смешных моментов», таких как, например, «реакция [на Аватара] кричащего парня с острова Киоши, у которого идёт пена изо рта, и он теряет сознание».
Даниэль Монтесиноса-Донахью из Den of Geek посчитал, что «Катара в этом эпизоде играет несколько разных ролей», написав, что «когда мы впервые видим её, она исполняет роль матери двух мальчиков, с которыми путешествует», а потом выступает в качестве «лучшего друга, который пытается вразумить Аанга и спасает его, когда тот оказывается жертвой Унаги». Рецензент подметил, что «сцены между Соккой и Суюки довольно трогательны, поскольку мы наблюдаем, как они устанавливают связь».
CBR поставил серию на 10 место в топе лучших эпизодов 1 сезона мультсериала по версии IMDb.